# Dumai
Dumai – miasto w Indonezji w prowincji Riau;
leży na wyspie Sumatra nad cieśniną Malakka; 340 tys. mieszkańców (2023).
Nowoczesne miasto budowane w latach 70. i 80. XX w.; port naftowy, połączony rurociągiem ze złożami w głębi wyspy; ośrodek przemysłu petrochemicznego (rafineria o zdolności przetwórczej 3 mln t)).